# Vallis Schröteri

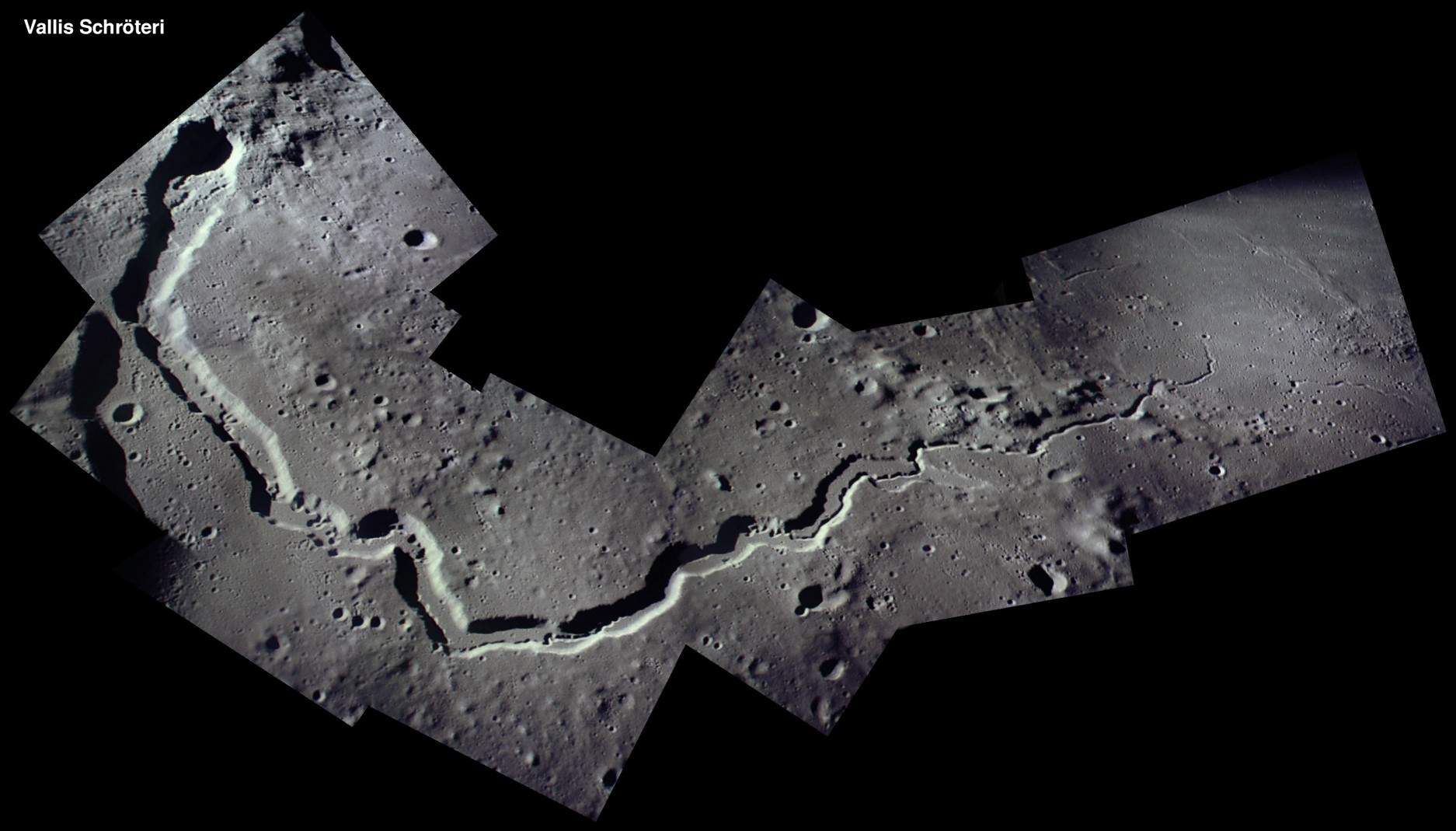
Vallis Schröteri při pohledu z Apolla 15

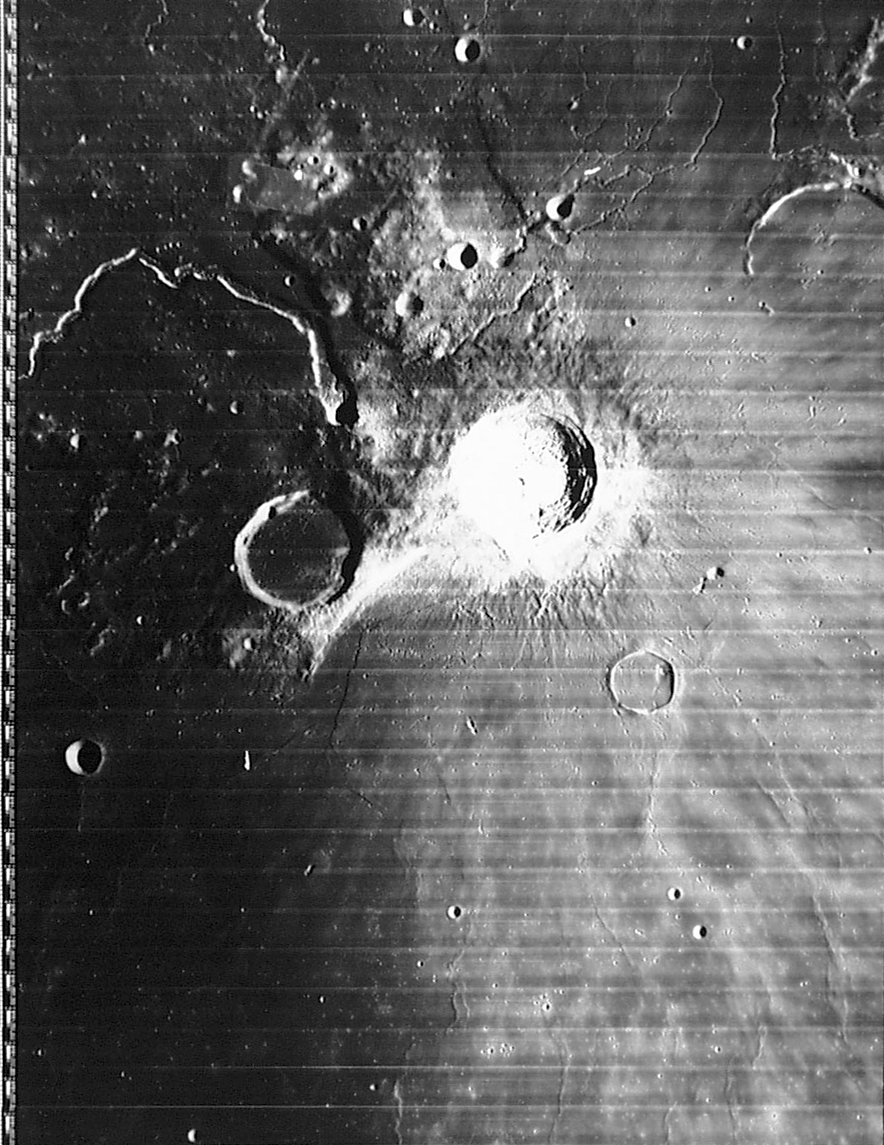
Vallis Schröteri je klikatá čára v levém horním rohu fotografie, dva největší krátery uprostřed jsou Aristarchus (vpravo) Herodotus.

Vallis Schröteri je zvláštní druh údolí nazývaného sinuous rilles na povrchu Měsíce, které vzniklo nejspíše jako důsledek magmatické činnosti pohybující se lávy. Jedná se o nejznámější a nejlépe prozkoumané koryto tohoto druhu, jelikož se stalo předmětem detailního fotografického průzkumu posádky Apolla 15.
Je dlouhé okolo 160 km, v horní části je několik desítek km široké a postupně se zužuje až na pouhý jeden kilometr. Místy je hluboké až 1,6 kilometru. Údolí se několikrát stáčí a na jeho dně se nachází velmi úzká brázda.
Objeveno bylo německým astronomem Johannem Schröterem. Nachází se na pevninském výběžku uprostřed měsíčního moře Oceanus Procellarum (Oceán bouří) na přivrácené straně Měsíce, v blízkosti leží krátery Aristarchus, Herodotus a menší Väisälä.
V dubnu 2020 společnost Intuitive Machines oznámila, že Vallis Schröteri bude cílovým místem jejího prvního pokusu o přistání na Měsíci v říjnu 2021. Společnost získala v květnu 2019 kontrakt na komerční služby lunárního nákladu (CLPS) v hodnotě 77 milionů dolarů, aby mohla na Měsíc dopravit vědecké přístroje pro NASA. Robotický přistávací modul Nova C bude spuštěn na raketě SpaceX Falcon 9.